# Thiago Arancam
Thiago Arancam (São Paulo, 6 de fevereiro de 1982) é um tenor lírico brasileiro, famoso por interpretar o Fantasma da Ópera na passagem do musical pelo Brasil em 2018.

## Biografia e Carreira
Um coral infantil, na cidade de São Paulo, foi o primeiro passo para o garoto de seis anos descobrir o tamanho da sua voz. Bacharel em canto erudito pela "Faculdade de Música Carlos Gomes" de São Paulo, começou os estudos no Brasil, na "Escola Municipal de Música de São Paulo".
A música arrebatava o pequeno Thiago Arancam de forma quase simbiótica. O caminho para os palcos da Europa foi aberto em 2004, após vencer o Concurso Internacional de Canto Erudito Bidu Sayão, que lhe garantiu acesso na conceituada Academia de Canto Lírico do Teatro Alla Scala, de Milão, onde se formou em canto lírico, em 2007.
Thiago Arancam se apresentou nos principais teatros do mundo, em mais de 40 países. Destaque para o Alla Scala (Milão), Ópera de Roma (Itália), Ópera Nacional de Washington (EUA), Ópera Estadual de Viena (Áustria), Deutsche Opera de Berlim (Alemanha), Bolshoi (Moscou), além de inúmeras produções no Japão, Emirados Árabes, Malásia, Canadá, Espanha, França, Polônia, Letônia, Mônaco e Reino Unido. Foram mais de 500 apresentações ao redor do mundo.
No Brasil, em 2011, subiu ao palco do Teatro Municipal do Rio de Janeiro com a montagem da ópera "Tosca", de Puccini, no papel do pintor Mario Cavaradossi, amante de Flória Tosca. Em 2014, no Teatro Municipal de São Paulo, encenou a Ópera Carmen de Bizet.
Na Europa, conheceu Plácido Domingo, com quem gravou “Cyrano de Bergerac", na São Francisco Opera (USA); "Madama Butterfly", em Washington e "Carmen", na Los Angeles Opera.
Trabalhou com grandes regentes de orquestra, entre eles: Daniel Harding em vários concertos com a Swedish Radio Symphony Orchestra; Christian Thielemann em "Dresden" na Manon Lescaut, Pier Giorgio Morandi na ópera "Tosca" em Las Palmas e Estocolmo; o brasileiro Silvio Barbato com a Orquestra Camerata Brasil em Brasília, João Carlos Martins, Plácido Domingo, Julius Rudel, Lorin Maazel, Nicola Luisotti, Patrik Fournellier, Renato Palumbo, Corrado Rovaris, entre outros.
De volta ao Brasil, Thiago Arancam quer reencontrar suas raízes e mostrar a força e a emoção da sua voz ao público do país onde nasceu. O espetáculo Bela Primavera traz as influências do mundo lírico e aproxima o tenor da Música Popular Brasileira.

## Discografia / Turnê "Bela Primavera"
- Arias, 2004, TBA Records
- Bela Primavera, 2017, Independente
- This Is Thiago Arancam, 2018, Independente.

## Prêmios
- "Prêmio Revelação" do "V Concurso Internacional de Canto Erudito Bidu Sayão" e "Bolsa de Estudos VITAE" em 2004, que garantiu o acesso a conceituada "Academia de Canto Lírico do Teatro Alla Scala" de Milão, sob direção da famosa soprano Leyla Gencer, tornando-se o primeiro brasileiro a ingressar nesta Academia.
- "Premio Alto Adige - Talento Emergente della Lirica 2007/2008", Melhor Voz Lírica Emergente, pela Associação Amigos da Lirica L'Obiettivo de Bolzano.
- Três prêmios no Concurso Lírico Internacional Operalia 2008, organizado por Plácido Domingo: Prêmio Zarzuela, Prêmio do Público e Segundo Prêmio Ópera.   Na ópera, Thiago Arancam já interpretou 17 papéis principais diferentes: Roberto (Le Villi), Cavaradossi (Tosca), Maurizio (Adriana Lecouvreur), Radames (Aida), Pinkerton (Madama Butterfly), Ismaele (Nabucco), Turiddu (Cavalleria Rusticana), Luigi (Il Tabarro), Pollione (Norma), Cristiano (Cyrano), Renato Des Grieux (Manon Lescaut), Don Josè (Carmen), Canio (Pagliacci), Riccardo (Ballo in Maschera), Alfredo (La Traviata), Calaf (Turandot), Riccardo (Ballo in Maschera).

Na ópera, Thiago Arancam já interpretou 17 papéis principais diferentes: Roberto (Le Villi), Cavaradossi (Tosca), Maurizio (Adriana Lecouvreur), Radames (Aida), Pinkerton (Madama Butterfly), Ismaele (Nabucco), Turiddu (Cavalleria Rusticana), Luigi (Il Tabarro), Pollione (Norma), Cristiano (Cyrano), Renato Des Grieux (Manon Lescaut), Don Josè (Carmen), Canio (Pagliacci), Riccardo (Ballo in Maschera), Alfredo (La Traviata), Calaf (Turandot), Riccardo (Ballo in Maschera).